# Fluminense Football Club (futebol de areia)
O Fluminense Football Club de Futebol de Areia, é uma equipe do departamento esportivo do Fluminense Football Club desde de 1999, o clube voltou em 2013 com a parceria do site da FutRio.net.

## História
Futebol e praia. Agora, o torcedor do Fluminense poderá juntar duas das maiores paixões do carioca. O clube acertou uma parceria com o Centro Esportivo de Praia Geração para a formação de uma equipe de futebol de areia.
Até o fim de 2013, prazo da parceria, os atletas treinarão no Centro de Treinamento Guerreiros da Praia, localizado em frente ao hotel Copacabana Palace. O local, que tem condição de receber uma Arena Fifa, poderá ser usado por outras modalidades do Fluminense, inclusivo o futebol profissional.

### Campanhas de destaque
| Fluminense Football Club de Futebol de Areia | Fluminense Football Club de Futebol de Areia | Fluminense Football Club de Futebol de Areia | Fluminense Football Club de Futebol de Areia | Fluminense Football Club de Futebol de Areia |
| Torneio                                      | Campeão                                      | Vice-campeão                                 | Terceiro colocado                            | Quarto colocado                              |
| -------------------------------------------- | -------------------------------------------- | -------------------------------------------- | -------------------------------------------- | -------------------------------------------- |
| Mundialito de Clubes                         | 0 (não possui)                               | 0 (não possui)                               | 0 (não possui)                               | 1 (2015)                                     |
| Campeonato Brasileiro                        | 0 (não possui)                               | 0 (não possui)                               | 0 (não possui)                               | 0 (não possui)                               |
| Circuito Brasileiro                          | 0 (não possui)                               | 0 (não possui)                               | 0 (não possui)                               | 0 (não possui)                               |
| Campeonato Carioca                           | 0 (não possui)                               | 0 (não possui)                               | 1 (1999)                                     | 0 (não possui)                               |